# فؤاد باشيرو
فؤاد باشيرو (بالفرنسية: Fouad Bachirou) (15 أبريل 1990 في فرنسا - ) هو لاعب كرة قدم جزر القمر وفرنسي في مركز الوسط. شارك مع منتخب جزر القمر لكرة القدم. أما مع النوادي، فقد لعب مع أكادمية باريس سان جيرمان ونادي أوسترسوند ونادي غرينوك مورتون.

## وصلات خارجية
- فؤاد باشيرو على موقع اتحاد السويد (السويدية)
- فؤاد باشيرو على موقع قاعدة بيانات كرة القدم.إي يو (الإنجليزية)
- فؤاد باشيرو على موقع ناشيونال فوتبول تيمز (الإنجليزية)
- فؤاد باشيرو على موقع Soccerbase.com (لاعب) (الإنجليزية)
- فؤاد باشيرو على موقع Soccerway.com (الإنجليزية)